# Хартке, Вернер
Вернер Герман Хартке (нем. Werner Hermann Hartke; 1 марта, 1907, Эшвеге — 14 июня, 1993, Берлин) — немецкий историк античности и филолог.

## Биография
Родился в семье филолога и историка Вильгельма Хартке (1879—1966). В 1925—1931 годах учился в Берлинский университет имени Гумбольдта, где изучал классическую филологию, археологию, философию, математику и спорт. В 1927 году приступил к написанию диссертации на латинском языке «De saeculi quarti exeuntis historiarum scriptoribus quaestiones», которую защитил в 1932 году. В 1934 году впервые начал преподавать в Кёнигсбергском университете, куда вернулся в 1944–1945 годах. В 1937 году вступил в НСДАП. А в 1939 году становится доцентом.
В годы Второй мировой войны служил в Вермахте в звании капитана. По окончании войны сначала становится коммунистом, а затем вступает в СЕПГ. В 1948–1955 годах преподавал в Ростокском университете, а в 1957–1959 годах — в Берлинском университете имени Гумбольдта.
В 1955 году становится академиком Академии наук ГДР, в 1958–1968 годах — её президент, а в 1968—1972 — вице-президент.

## Награды
- Иностранный член АН СССР (1966)